# Saint-Antoine-du-Queyret
Pour les articles homonymes, voir Saint-Antoine.
Saint-Antoine-du-Queyret (Sent Antòni dau Cairet en gascon) est une commune du Sud-Ouest de la France, située dans le département de la Gironde (région Nouvelle-Aquitaine).
Ses habitants sont appelés les Saint-Antoinais.

## Géographie

### Localisation
La commune se trouve dans l'Entre-deux-Mers, à 53 km à l'est-sud-est de Bordeaux, chef-lieu du département, à 38 km au nord-est de Langon, chef-lieu d'arrondissement et à 7 km à l'est-nord-est de Pellegrue, chef-lieu de canton.

### Communes limitrophes
Les communes limitrophes en sont Pellegrue au nord-est sur environ 300 m., Listrac-de-Durèze à l'est, Soussac au sud, Mauriac au sud-ouest, Ruch au nord-ouest et Doulezon au nord.
| Ruch    | Doulezon                 | Pellegrue         |
|         | Saint-Antoine-du-Queyret | Listrac-de-Durèze |
| Mauriac | Soussac                  |                   |

### Climat
Pour des articles plus généraux, voir Climat de la Nouvelle-Aquitaine et Climat de la Gironde.
Historiquement, la commune est exposée à un climat océanique aquitain.  
En 2020, Météo-France publie une typologie des climats de la France métropolitaine dans laquelle la commune est exposée à un climat océanique et est dans la région climatique  Aquitaine, Gascogne, caractérisée par une pluviométrie abondante au printemps, modérée en automne, un faible ensoleillement au printemps, un été chaud (19,5 °C), des vents faibles, des brouillards fréquents en automne et en hiver et des orages fréquents en été (15 à 20 jours).
Pour la période 1971-2000, la température annuelle moyenne est de 12,5 °C, avec une amplitude thermique annuelle de 14,8 °C. Le cumul annuel moyen de précipitations est de 831 mm, avec 11,7 jours de précipitations en janvier et 6,8 jours en juillet. Pour la période 1991-2020, la température moyenne annuelle observée sur la station météorologique la plus proche, située sur la commune de Talence à 11 km à vol d'oiseau, est de 14,3 °C et le cumul annuel moyen de précipitations est de 884,0 mm,. Pour l'avenir, les paramètres climatiques de la commune estimés pour 2050 selon différents scénarios d’émission de gaz à effet de serre sont consultables sur un site dédié publié par Météo-France en novembre 2022.

## Urbanisme

### Typologie
Au 1er janvier 2024, Saint-Antoine-du-Queyret est catégorisée commune rurale à habitat très dispersé, selon la nouvelle grille communale de densité à sept niveaux définie par l'Insee en 2022.
Elle est située hors unité urbaine et hors attraction des villes,.

### Occupation des sols

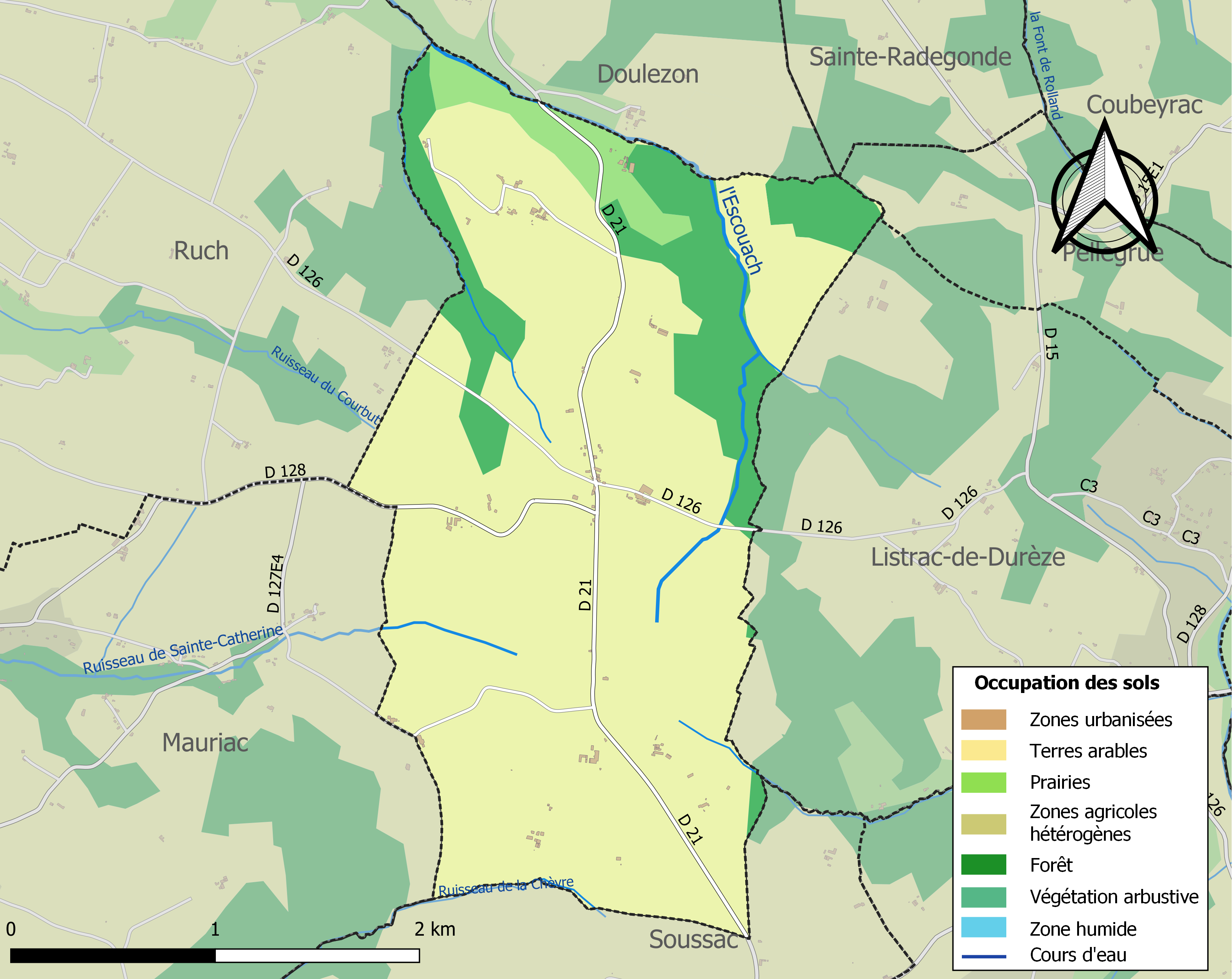
Carte des infrastructures et de l'occupation des sols de la commune en 2018 (CLC).

L'occupation des sols de la commune, telle qu'elle ressort de la base de données européenne d’occupation biophysique des sols Corine Land Cover (CLC), est marquée par l'importance des territoires agricoles (85,2 % en 2018), en augmentation par rapport à 1990 (83,9 %). La répartition détaillée en 2018 est la suivante : 
cultures permanentes (76,5 %), forêts (14,8 %), terres arables (4,4 %), prairies (4,3 %). L'évolution de l’occupation des sols de la commune et de ses infrastructures peut être observée sur les différentes représentations cartographiques du territoire : la carte de Cassini (XVIIIe siècle), la carte d'état-major (1820-1866) et les cartes ou photos aériennes de l'IGN pour la période actuelle (1950 à aujourd'hui).

### Voies de communication et transports
Les principales voies de communication routière sont la route départementale D21 qui mène vers le nord à Doulezon et vers le sud à Soussac et la route départementale D126 mène vers l'est vers Ruch et Bossugan ; ces deux routes se croisent dans le bourg ; la route départementale D128 permet de rejoindre vers l'ouest Blasimon.
L'accès le plus proche à l'autoroute A62 (Bordeaux-Toulouse) est celui de  4 La Réole distant de 31 km par la route vers le sud.

L'accès  1 Bazas à l'autoroute A65 (Langon-Pau) se situe à 52 km vers le sud-sud-ouest.

L'accès le plus proche à l'autoroute A89 (Bordeaux-Lyon) est celui de l'échangeur autoroutier  avec la route nationale 89 qui se situe à 32 km vers le nord-ouest.
La gare SNCF la plus proche est celle, distante de 24 km par la route vers le sud-sud-ouest, de La Réole sur la ligne Bordeaux-Sète du TER Nouvelle-Aquitaine.

La gare de Libourne permettant l'accès au TGV Atlantique Paris - Bordeaux et à la ligne de Lyon à Bordeaux est, quant à elle, distante de 31 km vers le nord-ouest.

### Risques majeurs
Le territoire de la commune de Saint-Antoine-du-Queyret est vulnérable à différents aléas naturels : météorologiques (tempête, orage, neige, grand froid, canicule ou sécheresse) et séisme (sismicité très faible). Un site publié par le BRGM permet d'évaluer simplement et rapidement les risques d'un bien localisé soit par son adresse soit par le numéro de sa parcelle.

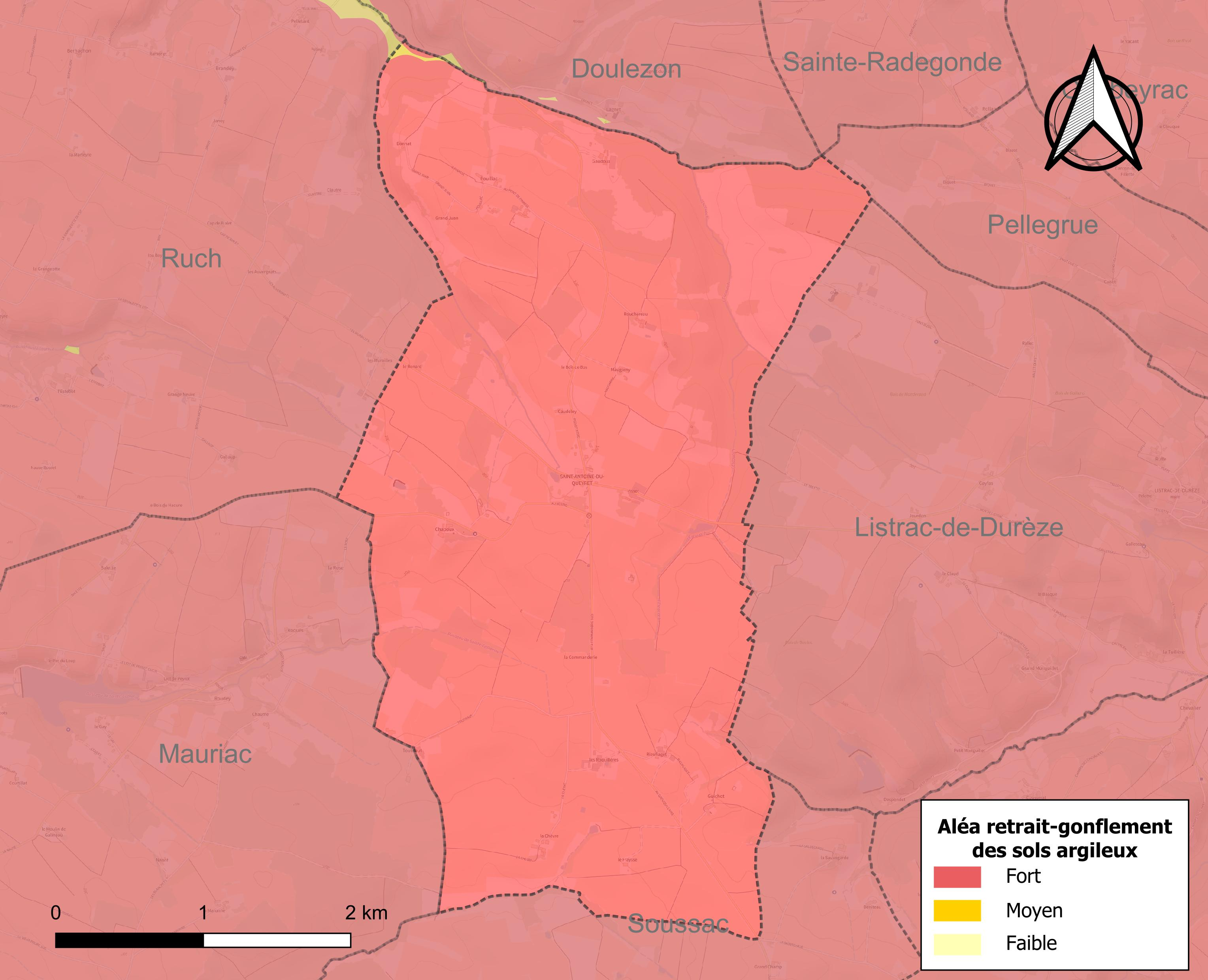
Carte des zones d'aléa retrait-gonflement des sols argileux de Saint-Antoine-du-Queyret.

Le retrait-gonflement des sols argileux est susceptible d'engendrer des dommages importants aux bâtiments en cas d’alternance de périodes de sécheresse et de pluie. La totalité de la commune est en aléa moyen ou fort (67,4 % au niveau départemental et 48,5 % au niveau national). Sur les 48 bâtiments dénombrés sur la commune en 2019, 48 sont en aléa moyen ou fort, soit 100 %, à comparer aux 84 % au niveau départemental et 54 % au niveau national. Une cartographie de l'exposition du territoire national au retrait gonflement des sols argileux est disponible sur le site du BRGM,.
La commune a été reconnue en état de catastrophe naturelle au titre des dommages causés par les inondations et coulées de boue survenues en 1982, 1999 et 2009, par la sécheresse en 2003 et par des mouvements de terrain en 1999.

## Histoire
À la Révolution, la paroisse Saint-Antoine-du-Queyret forme la commune de Saint-Antoine-du-
Queyret.
Entre 1790 et 1794, la commune absorbe la commune voisine de Saint-Jean-de-Pouillac et un peu plus tard, avant 1806, celle de Bonfiague.
Sous l'impulsion de Claude Comin, maire de 2001 à 2011, d'importants travaux de rénovation furent réalisés. L'école communale, aujourd'hui désaffectée, fut entièrement refaite, ainsi que la majeure partie de l'église.

## Politique et administration
| Période   | Période   | Identité       | Étiquette | Qualité     |
| --------- | --------- | -------------- | --------- | ----------- |
| mars 2001 | mars 2011 | Claude Comin † |           |             |
| mars 2011 | En cours  | Daniel Aubert  |           | Agriculteur |

### Communauté de communes
Le 1er janvier 2014, la communauté de communes du Pays de Pellegrue ayant été supprimée, la commune de Saint-Antoine-du-Queyret s'est retrouvée intégrée à la communauté de communes du Sauveterrois siégeant à Sauveterre-de-Guyenne.
Elle intègre ensuite la communauté des communes rurales de l'Entre-Deux-Mers le 1er janvier 2017.

## Démographie
L'évolution du nombre d'habitants est connue à travers les recensements de la population effectués dans la commune depuis 1793. Pour les communes de moins de 10 000 habitants, une enquête de recensement portant sur toute la population est réalisée tous les cinq ans, les populations de référence des années intermédiaires étant quant à elles estimées par interpolation ou extrapolation. Pour la commune, le premier recensement exhaustif entrant dans le cadre du nouveau dispositif a été réalisé en 2007.

En 2022, la commune comptait 60 habitants, en évolution de −6,25 % par rapport à 2016 (Gironde : +6,91 %, France hors Mayotte : +2,11 %).
| 1793 | 1800 | 1806 | 1821 | 1831 | 1836 | 1841 | 1846 | 1851 |
| ---- | ---- | ---- | ---- | ---- | ---- | ---- | ---- | ---- |
| 251  | 196  | 234  | 223  | 204  | 225  | 234  | 219  | 205  |

| 1856 | 1861 | 1866 | 1872 | 1876 | 1881 | 1886 | 1891 | 1896 |
| ---- | ---- | ---- | ---- | ---- | ---- | ---- | ---- | ---- |
| 196  | 200  | 212  | 220  | 213  | 188  | 159  | 161  | 184  |

| 1901 | 1906 | 1911 | 1921 | 1926 | 1931 | 1936 | 1946 | 1954 |
| ---- | ---- | ---- | ---- | ---- | ---- | ---- | ---- | ---- |
| 204  | 203  | 215  | 196  | 186  | 215  | 180  | 175  | 154  |

| 1962 | 1968 | 1975 | 1982 | 1990 | 1999 | 2006 | 2007 | 2012 |
| ---- | ---- | ---- | ---- | ---- | ---- | ---- | ---- | ---- |
| 158  | 122  | 88   | 100  | 92   | 77   | 91   | 94   | 76   |

| 2017 | 2022 | - | - | - | - | - | - | - |
| ---- | ---- | - | - | - | - | - | - | - |
| 59   | 60   | - | - | - | - | - | - | - |

## Lieux et monuments
- L'église Saint-Antoine, fondée au début du XIe siècle, a été modifiée et augmentée au cours des siècles successifs et présente un mélange d'architectures romane et gothique ; son clocher-mur date de 1830[25].

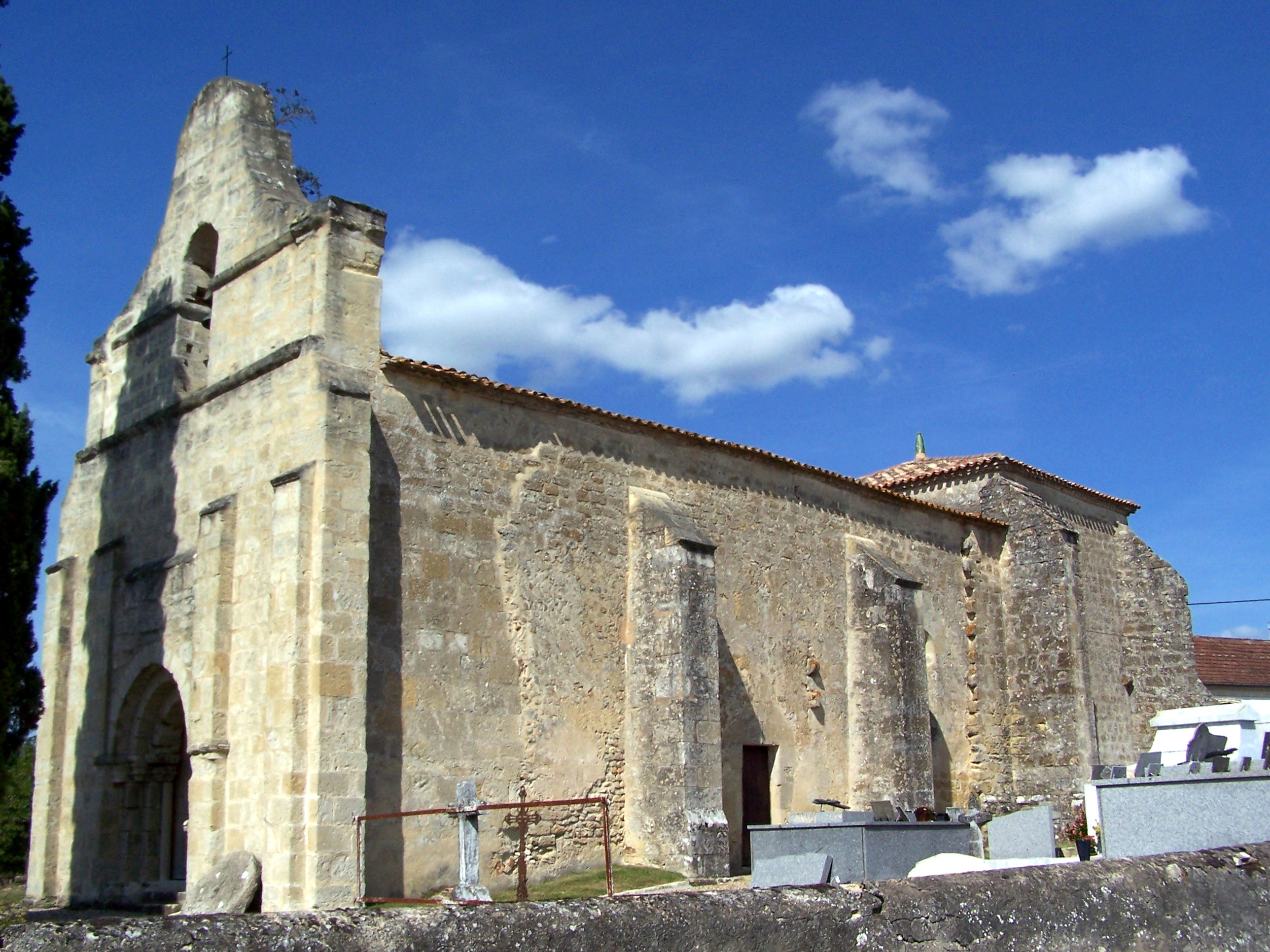
Vue sud-ouest de l'église Saint-Antoine (août 2012)
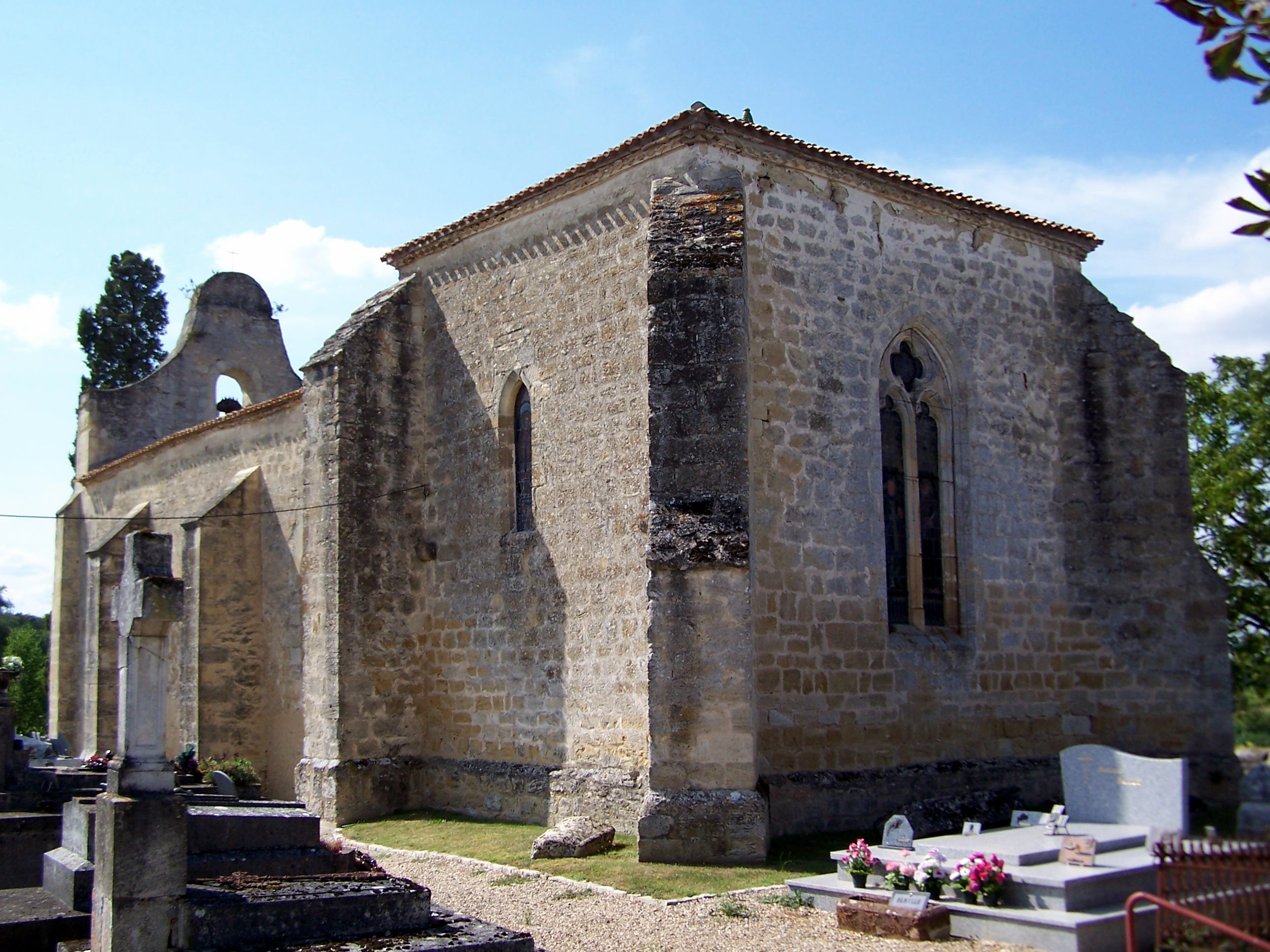
Vue sud-est de l'église (août 2012)
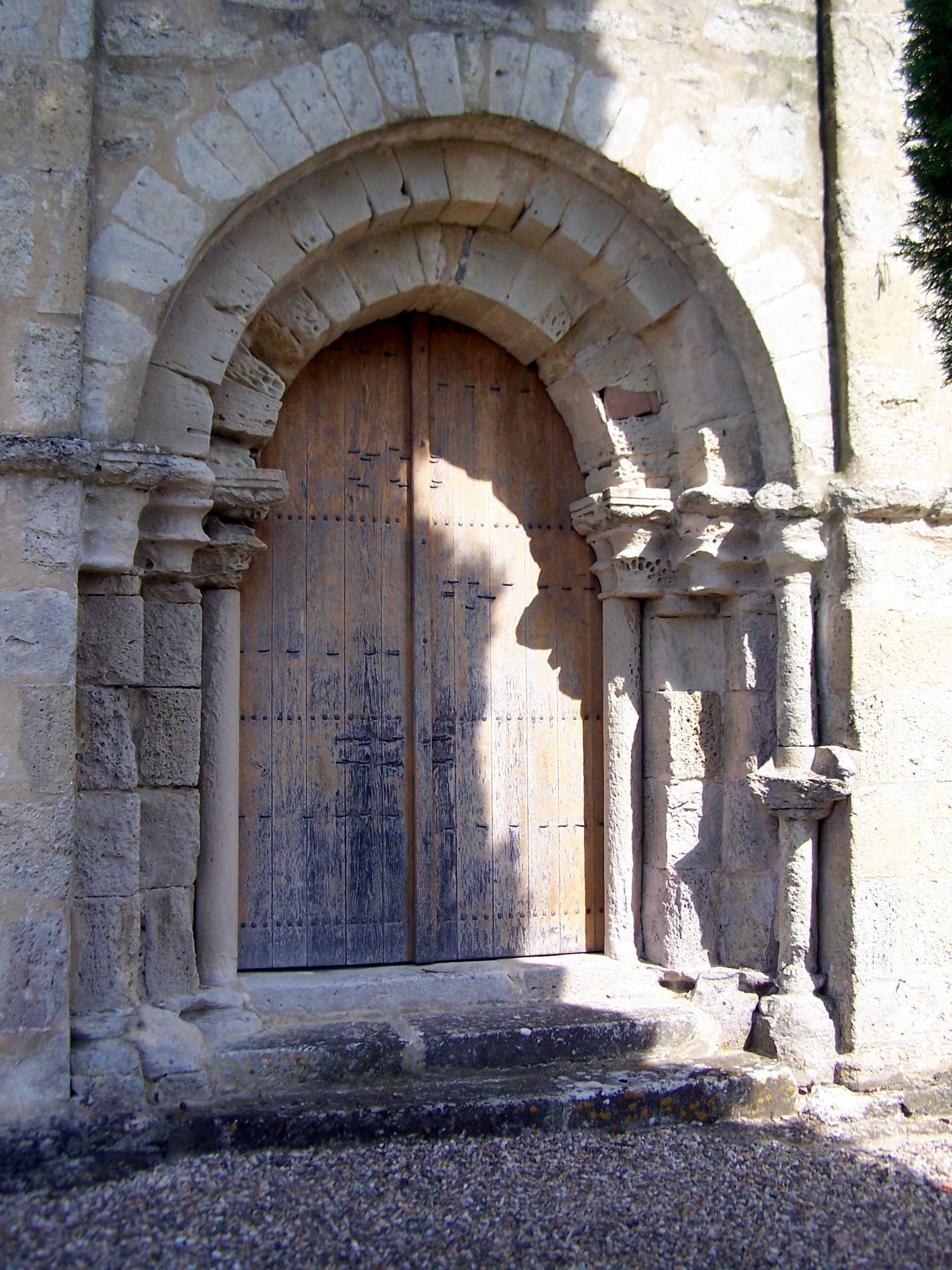
Le portail (août 2012)
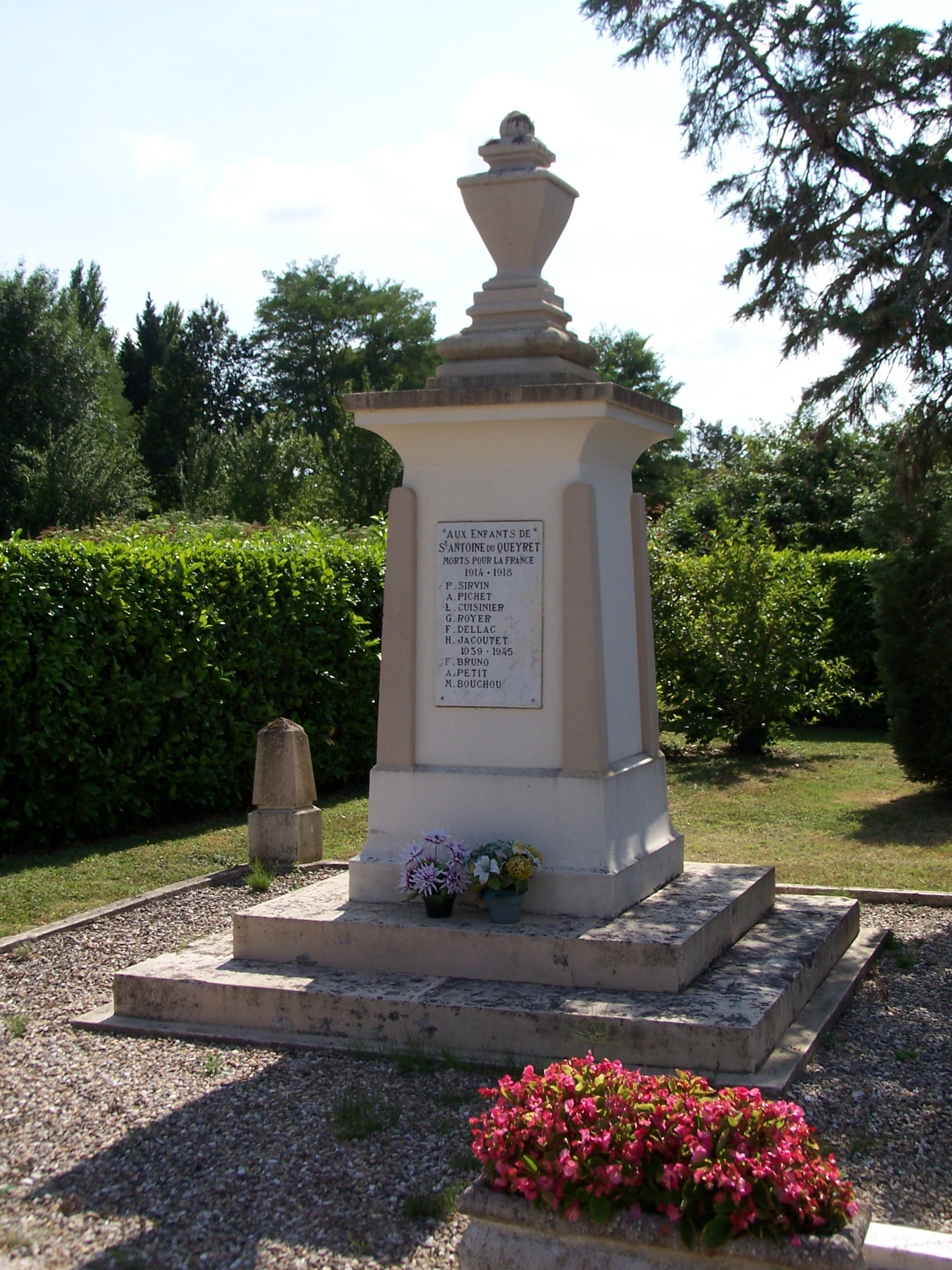
Le monument aux morts (août 2012)

## Personnalités liées à la commune
- Yvonne Cormeau (1909–1997), agent du service secret britannique SOE, parachutée dans le village en août 1943.